# Ralph Schattkowsky
Ralph Schattkowsky (* 10. Dezember 1953 in Parchim) ist ein deutscher Historiker.

## Leben
Ralph Schattkowsky wuchs in Kaarßen mit drei älteren Brüdern und seinen Eltern Dr. theol. Horst Schattkowsky und Lotte Schattkowsky auf. Nach dem Abitur 1972 in Boizenburg/Elbe (Mecklenburg) absolvierte er ein Studium der Geschichte an der Universität Rostock, das er 1977 als Diplom-Historiker abschloss. Anschließend war Schattkowsky bis 1982 befristeter Assistent, danach unbefristet und ab 1992 als Oberassistent an der Universität Rostock tätig. 1983 erfolgte die Promotion zum Dr. phil. und 1991 die Habilitation zum Dr. phil. habil. der Neuesten Geschichte. Von 1993 bis 1998 war er Privatdozent und wurde danach außerplanmäßiger Professor für Neueste Geschichte (Schwerpunkt Osteuropa) am Historischen Institut der Universität Rostock. Von 2001 bis 2004 belegte Schattkowsky Gastprofessuren an der Nikolaus-Kopernikus-Universität Toruń in Polen. Von 2003 an war er außerordentlicher Professor und seit 2009 ordentlicher Professor der humanistischen Wissenschaften und Leiter des Lehrstuhls für Geschichte der Internationalen Beziehungen an der Fakultät für Politologie und Internationale Studien der Universität Toruń. Schattkowskys Forschungsgebiete sind die deutsch-polnischen Beziehungen, die Region und die nationale Frage in Ostmitteleuropa und die polnische Osteuropaforschung. Er war Leiter der Copernicus Graduate School an der Universität Toruń. Schattkowsky ist verheiratet, Vater zweier Töchter und wohnt in Rostock. Seit 2022 ist er im Ruhestand.

## Ehrungen
- Verdienstorden der Republik Polen (2015)
- Medaille der Nationalen Bildungskommission der Republik Polen (2015)
- Ehrenmedaille der Universität Rostock (1986)
- Verdienstkreuz 1. Klasse des Verdienstordens der Bundesrepublik Deutschland (2021)

## Werke (Auswahl)
- Kirche und Nation. Westpreußen, Galizien und die Bukowina zwischen Völkerfrühling und Erstem Weltkrieg. Hamburg 2009.
- Osteuropaforschung in Polen 1918-1939. Wiesbaden 2019.
- Deutschland und Polen von 1918/19 bis 1925. Deutsch-polnische Beziehungen zwischen Versailles und Locarno. Frankfurt/M. 1994.

Als (Mit-)Herausgeber:
- Locarno und Osteuropa. Fragen eines europäischen Sicherheitssystems in den 20er Jahren. (Marburger Studien zur Neueren Geschichte, Bd. 5). Marburg 1994.
- [mit Mieczyslaw Wojciechowski:] Regiony pograniczne Europy Środkowo-Wschodniej w XVI-XX wieku (Historische Grenzland-schaften Ostmitteleuropas im XVI. - XX. Jh.). Toruń 1996.
- [u. a.] Mecklenburg und seine ostelbischen Nachbarn. Historisch-geographische und soziale Strukturen im regionalen Vergleich. Schwerin 1997.
- [mit Ernst Münch:] Festschrift für Gerhard Heitz zum 75. Geburtstag. (Studien zur ostelbischen Gesellschaftsgeschichte; Bd. 1). Rostock 2000.
- [mit Michael G. Müller:] Identitätenwandel und nationale Mobilisierung in Regionen ethnischer Diversität. Ein regionaler Vergleich zwischen Westpreußen und Galizien am Ende des 19. und Anfang des 20 Jahr-hunderts. Marburg 2004.